# Obratník Raka

Obratník Raka

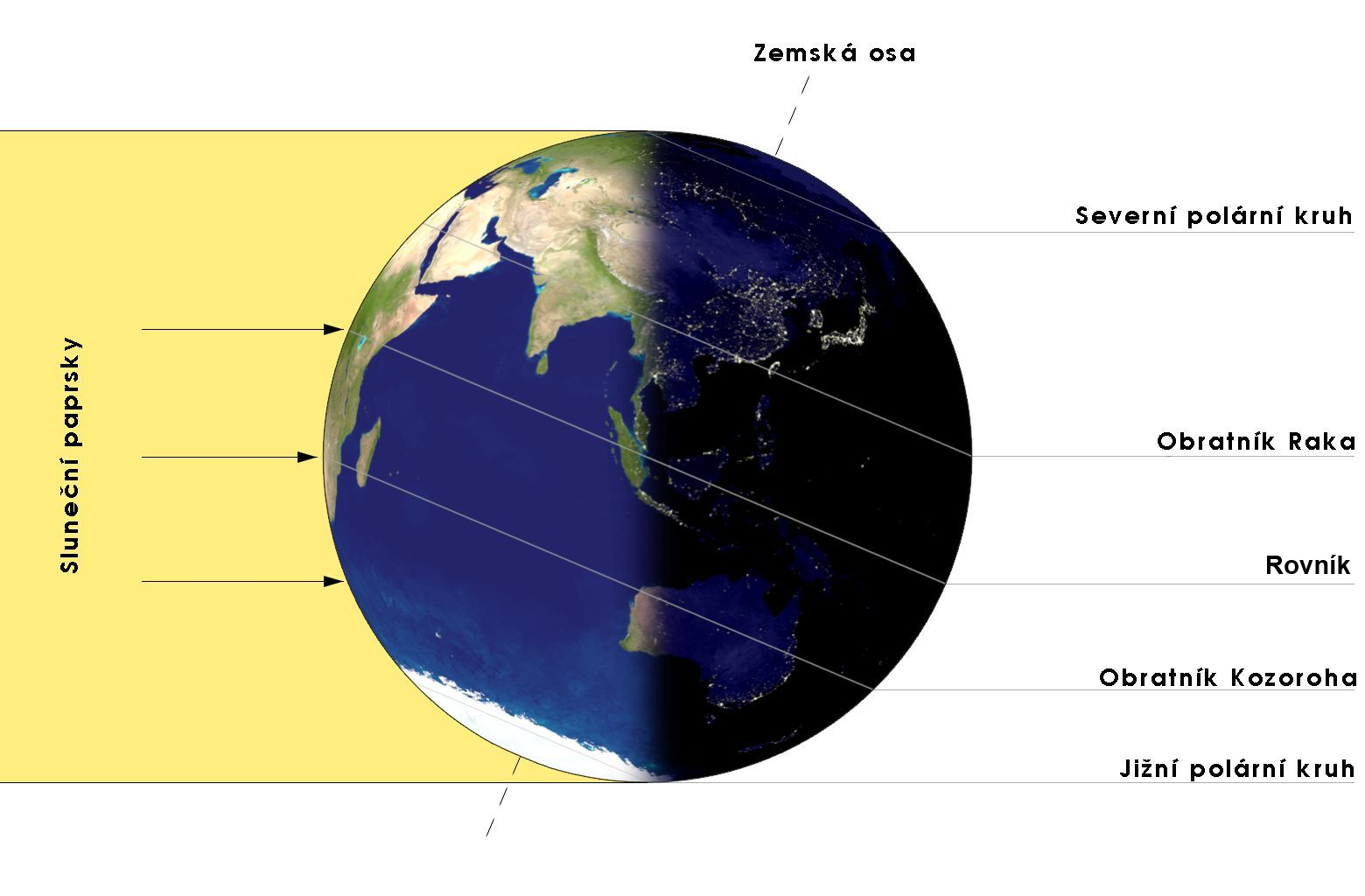
V době zimního slunovratu dopadají sluneční paprsky na obratníku Kozoroha kolmo k Zemi.

Obratník Raka je obratník na severní polokouli Země, který se nachází na 23° 26' 14,675" severní šířky. Jedná se o nejsevernější rovnoběžku, kde může být Slunce v zenitu. Této šířky Slunce dosahuje pouze jednou za rok a to v době letního slunovratu.

## Charakteristika
V okolí obratníku Raka se, obdobně jako je tomu na jižní polokouli u obratníku Kozoroha, nachází mnoho pouští.

## Státy
Přehled států, jejichž územím prochází obratník Raka, od západu (180° z.d.) na východ.
| Kontinent       | Stát                    | poznámka                                     |
| --------------- | ----------------------- | -------------------------------------------- |
| Severní Amerika | USA                     | Havaj – teritoriální vody                    |
| Severní Amerika | Mexiko                  |                                              |
| Severní Amerika | Bahamy                  |                                              |
| Afrika          | Západní Sahara          | de facto také Maroko                         |
| Afrika          | Mauritánie              |                                              |
| Afrika          | Mali                    |                                              |
| Afrika          | Alžírsko                |                                              |
| Afrika          | Niger                   |                                              |
| Afrika          | Libye                   | v jednom hraničním bodě též Čad              |
| Afrika          | Egypt                   |                                              |
| Asie            | Saúdská Arábie          |                                              |
| Asie            | Spojené arabské emiráty |                                              |
| Asie            | Omán                    |                                              |
| Asie            | Indie                   |                                              |
| Asie            | Bangladéš               |                                              |
| Asie            | Myanmar (Barma)         |                                              |
| Asie            | Čína                    |                                              |
| Asie            | Tchaj-wan               |                                              |
| Asie            | Japonsko                | pouze teritoriální vody u Boninských ostrovů |

## Odraz v kultuře
- kniha Obratník Raka amerického surrealistického spisovatele Henryho Millera
- hudební album Obratník Raka české hudební skupiny Citron
- kniha Ledová společnost: Obratník Raka francouzského spisovatele sci-fi G.-J. Arnauda
- italský film Na obratníku Raka z roku 1972 v režii G. Lomiho